# Bernard Dong-Bortey
Bernard Dong-Bortey, né le 22 septembre 1982, est un footballeur international ghanéen évoluant au poste d'attaquant. 

## Biographie
Attaquant des Black Stars, Bernard Dong-Bortey a participé à la Coupe du monde des moins de 17 ans 1999, terminant troisième du tournoi, inscrivant un triplé contre la Thaïlande. Il joue ensuite les éliminatoires pour la Coupe du monde 2006, mais il est expulsé contre la Somalie. Il faudra attendre le CHAN 2011 pour le revoir en sélection mais le Ghana est éliminé au premier tour.
En club, il a remporté le championnat du Ghana 2001, 2002, 2004 et 2006-2007, ainsi que la Coupe de la confédération 2004 et le championnat vietnamien 2011. 